# Jan Rompczyk

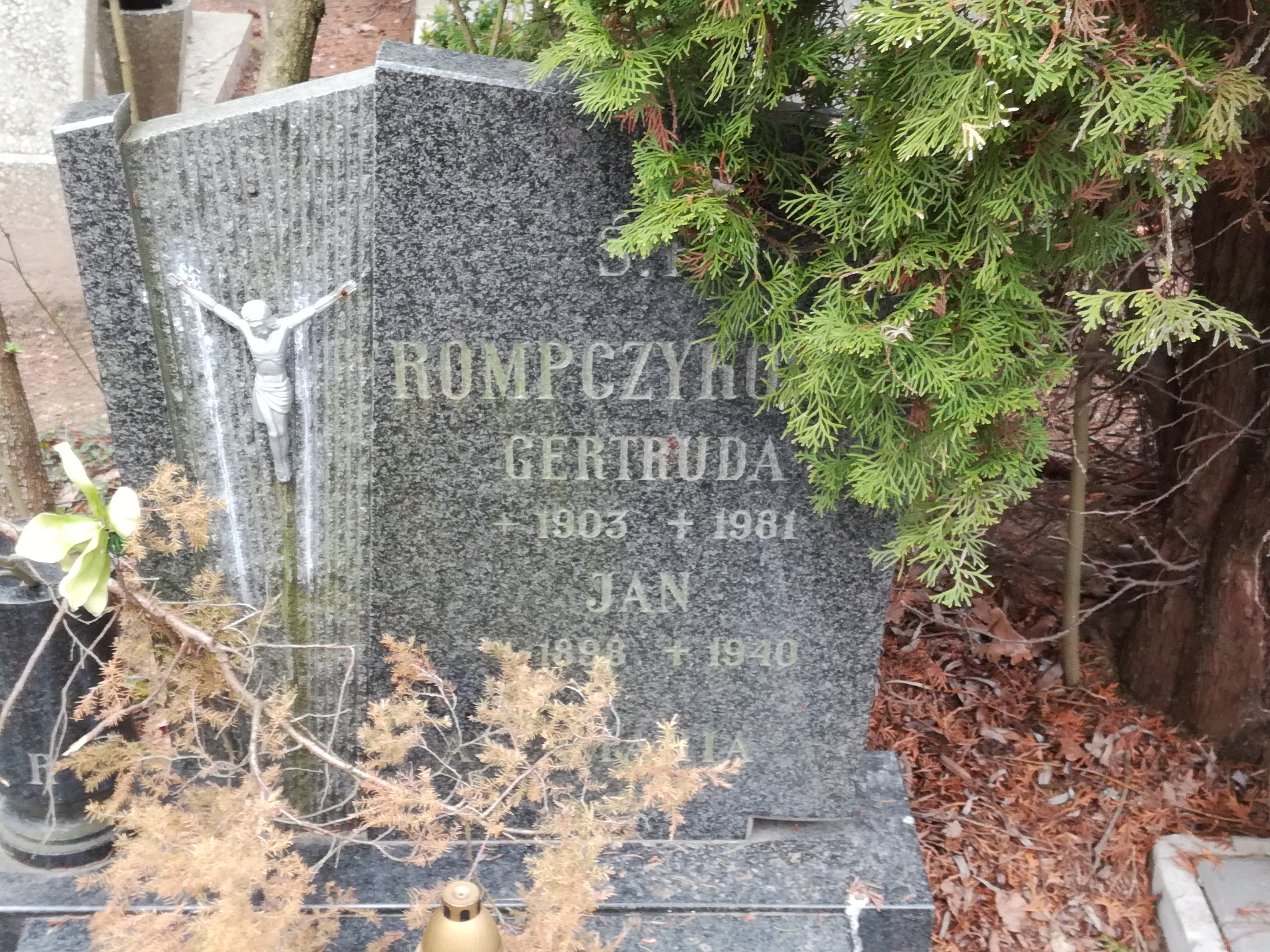
Grób Jana Rompczyka na Cmentarzu Łostowickim

Jan Rompczyk (ur. 24 sierpnia 1898 w Kłosówku koło Kielna, powiat kartuski, zm. 7 lutego 1940 w Gdańsku), polski działacz społeczno-kulturalny w Gdańsku, Kaszub.
Był synem Antoniego (1876-1938) i Magdaleny z Machalińskich. Antoni Rompczyk był stolarzem, działaczem narodowym i społeczno-oświatowym na Kaszubach i w Gdańsku. Jan Rompczyk ukończył szkołę elementarną w Kielnie i zdobył zawód kowala; nie podjął jednak pracy w wyuczonym zawodzie. Od lutego 1920 pracował jako woźny w Dyrekcji Poczt i Telegrafów RP w Gdańsku, od 1925 (do wybuchu wojny) był pracownikiem ambulansu pocztowego w Urzędzie Pocztowym nr 2 w Gdańsku (na Dworcu Głównym).
Działał w organizacjach społecznych i kulturalnych Polonii Gdańskiej. Był prezesem Związku Zawodowego Pracowników Fizycznych Poczty, członkiem sekcji teatralno-imprezowej Związku Polaków w Gdańsku, członkiem Towarzystwa Ludowego "Gwiazda". Brał udział w organizacji imprez kulturalnych i okolicznościowych, m.in. dożynek i obchodów Święta Morza; starał się o przekazywanie w tych uroczystościach treści kaszubskich. Dla potrzeb akcji wyborczej do Senatu w Gdańsku w 1935 napisał skecz kaszubski w 2 aktach Chrzcënë Andrësa Klawe na Cielińskiëch Pustkach. W ramach Towarzystwa Ludowego "Gwiazda" przygotowywał pokazy kaszubskich piosenek i tańców ludowych (Nasze Kaszuby, Kaszubski Kram) oraz "wieczory gwiazdkowe" o treści patriotycznej i religijnej (z elementami kaszubskimi); w działaniach tych wspierały Rompczyka jego siostry - Elżbieta (zamężna Tiszbein), Joanna i Maria. W 1932 otrzymał Brązowy Krzyż Zasługi.
1 września 1939 został aresztowany przez Niemców. Wysłany do obozu w Nowym Porcie, zmarł tam wskutek pobicia i zapalenia płuc pół roku później. Wydane rodzinie zwłoki pochowano w Gdańsku-Brętowie, w 1982 przeniesiono na Cmentarz Łostowicki. Był żonaty z Gertrudą z Richterów (od 1923), miał syna Stanisława (ur. 1926, pracownika poczty) i córkę Leokadię (ur. 1924, zamężną Szachowiczową). 
Źródła:
- Andrzej Bukowski, Jan Rompczyk, w: Polski Słownik Biograficzny, tom XXXII, 1989